# Eberhard Winkhaus
Eberhard Winkhaus (* 1892; † 1953) war ein westfälischer Publizist, Heimat- und Familienforscher. Er stammt aus Halver-Carthausen und ist ein Angehöriger der Unternehmerfamilie, der die heute in Telgte firmierende Aug. Winkhaus GmbH & Co. KG gehört.
Aufgrund einer Verwundung im Ersten Weltkrieg zog er sich nach dem Krieg aus dem Wirtschaftsleben zurück und widmete sich der Heimat- und Familienforschung.
Sein umfangreiches Hauptwerk ist das für die Festschrift zum  hundertjährigen Jubiläum der Südwestfälischen Industrie- und Handelskammer zu Hagen 1944 zusammengestellte Material, das jedoch kriegsbedingt erst 1947 als Manuskript von knapp 3000 Seiten fertig wurde und nie im Druck erschien. Erst 1956 wurden Auszüge daraus publiziert. Die Bedeutung der Arbeit liegt in Winkhaus‘ umfangreichem Nachlass zur Geschichte der südwestfälischen Wirtschaft, der auch Originale enthält, vor allem aber auf Dokumente verweist, die Winkhaus noch einsehen konnte, die heute aber verschollen oder schwer zugänglich sind. Der Nachlass befindet sich in den Beständen der Stiftung Westfälisches Wirtschaftsarchiv.

## Werke
- Wir stammen aus Bauern- und Schmiedegeschlecht. Genealogie eines süderländischen Sippenkreises und der ihm angehörenden Industriepioniere. Görlitz 1932
- Deutsches Schaffen südlich der Ruhr. Die Entwicklung der südwestfälischen Wirtschaft und ihre Betreuung durch die Industrie- und Handelskammern Hagen, Iserlohn, Lüdenscheid und Altena. Manuskript, 1947, 5 Bände
- Vom Fingerhut zum Halbzeugwerk. 250 Jahre Sundwiger Messingwerk (vormals Gebr. Von der Becke K.G. Hemer-Sundwig in Westfalen). Hagen 1948
- Ahnen zu Karl dem Großen und zu Widukind. Ennepetal 1950, Ergänzungen 1953